# وارنر ميوزك غروب
مجموعة وارنر ميوزيك (Warner Music Group) ، التي يشار إليها أيضًا باسم وارنر ميوزيك أو (WEA International) هي شركة أمريكية متعددة الجنسيات تعمل في مجال الترفيه وتسجيل الأغاني ويقع مقرها الرئيسي في مدينة نيويورك.وهي واحدة من شركات التسجيل «الكبري الثلاث» وثالث أكبر شركات صناعة الموسيقى العالمية، إلى جانب مجموعة يونيفرسال الموسيقية (UMG) وشركة سوني ميوزيك إنترتينمنت (SME)، وتعتبر كونها الوحيدة من بين الشركات الثلاث التي تتخذ من الولايات المتحدة مقراً لها.
كانت الشركة مملوكة سابقاً لشركة تايم وارنر، وتم تداولها علناً في بورصة نيويورك حتى مايو 2011، عندما أعلنت عن خصخصتها وبيعها لشركة أكسيس إندستريز بالكامل في يوليو 2011.
مع تعامل سنوي يقدر بملايين الدولارات تستخدم "WMG" أكثر من 3500 عاملا وتدير عملياتها في أكثر من 50 دولة في جميع أنحاء العالم.
تمتلك الشركة وتدير بعض أكبر شركات التسجيل في العالم وأكثرها نجاحًا بما في ذلك علاماتها الرئيسية تسجيلات وارنر بروس وبارلوفون وتسجيلات أتلانتيك.كماتمتلك أيضًا Warner / Chappell Music ، أحد أكبر ناشري الموسيقى في العالم.